# Marcin Odlanicki Poczobutt
Marcin Odlanicki Poczobutt (Hrodna, 30 de outubro de 1728 – Daugavpils, 7 de fevereiro de 1810) foi um astrônomo, jesuíta e matemático polonês-lituano.
Foi eleito membro da Royal Society em 1771.